# Otto Siegl
Otto Siegl (* 6. Oktober 1896 in Graz, Steiermark; † 9. November 1978 in Wien) war ein österreichischer Musiker und Komponist.

## Leben
Siegl wurde 1896 in Graz zu einer musikalischen Familie geboren. Sein Vater, ein Mann mit einer „angenehmen Baritonstimme“, starb jung (1900), aber seine Mutter, eine ausgebildete Pianistin, begann zu Hause mit ihrer Kinder Musikunterricht. Siegl, als er noch ein Junge war, arrangierte Stücke für seinen Bruder, seine Mutter und sich selbst zum Spielen. Nachdem er im Ersten Weltkrieg gedient hatte, wo er seine Zeit in der Kaserne verbrachte und Bachs „Die Kunst der Fuge“ studierte, beendete er 1920 sein Studium mit einem Abschluss in Dirigieren, Geigenspiel und Komposition mit Egon Kornauth. Er war als Orchestergeiger in Wien und als Chorleiter für verschiedene Chöre in der Steiermark tätig und schrieb Musik, worüber die Kritiker positiv reagierte und ihn als modern bezeichnete, ohne Lyrik zu verlieren.
Siegl war ab dem Jahre 1922 Kapellmeister an der Grazer Oper. Von 1933 bis 1948 war Siegl Professor an der Musikhochschule Köln und von 1948 bis 1967 an der Musikhochschule Wien für die Fächer Theorie und Dirigieren. Mehrmals in seinem Leben zog er nach Wien, litt aber an Heimweh und Depressionen, wenn er weit von seiner „grünen Steiermark“ entfernt war. Er spielte und schrieb Kammermusik, oft in der Bratschenrolle „wie andere Komponisten und Dirigenten“, und nannte es nicht „Kammermusik“, sondern „Hausmusik“. Er schrieb: „Die Hausmusik einst Freude und Stolz der Musikliebhaber, besorgt heute das Radiogerät; das kann man andrehen und abstellen, ohne selbst etwas zu leisten. Das heisst, man kann sogar jede beliebige Arbeit besser ausführen, wenn sie von Radiomusik begleitet wird, die allerdings nicht 'zu schwer' sein darf. So wird Musik allmählich in den Ohren der Aufnehmenden zu etwas Nebensächlichem, zur Geräuschkulisse, ein bisschen sinnenkitzelnd, angenehm belebend, oder unangenehm erregend, aber nicht erschütternd, vom Alltag befreiend.“
Er ruht in einem ehrenhalber gewidmeten Grab auf dem Wiener Zentralfriedhof (40–59).

## Politische Einstellung
Siegl war während der Zeit des Nationalsozialismus Mitglied in der Reichsmusikkammer und zudem Nutznießer des Systems. So wurde er 1933 von dem Kommissar der NSDAP, dem Pianisten Walter Trienes, als Kompositionslehrer nach Köln berufen, nachdem dort am 2. Mai 1933, gleich zu Beginn der NS-Diktatur, Walter Braunfels als sogenannter „Halbjude“ aller Ämter enthoben worden war. Siegl versuchte sich nach 1945 als Opfer darzustellen. So hätten „parteifanatische Grazer“ wegen der angeblich schlechten politischen Gesinnung Siegls die Aufführung seiner Werke verhindert. Gegen diese Behauptung spricht die Tatsache, dass bis 1939 immerhin sechs Schulaufführungen im Musikverein für Steiermark erfasst sind sowie weitere 12 Aufführungen im Musikverein ohne genaues Datum bis 1964. Wie viele Belastete gelangte auch Siegl nach 1945 rasch in wichtige Positionen des österreichischen Musiklebens. Neben der Professur in Wien war er von 1949 bis 1951 Landesmusikdirektor der Steiermark, zudem 1951/52 auch im Vorstand des Musikvereins für Steiermark und dort Vorsitzender des Programmausschusses. Von 1956 bis 1961 war Siegl Präsident des Steirischen Tonkünstlerbundes. Die alten Netzwerke funktionierten immer noch gut. Von den acht Ehrenmitgliedern des Steirischen Tonkünstlerbundes, darunter auch Siegl, sind sieben ehemalige NSDAP-Mitglieder oder Belastete.

## Werke (ausgewählte)

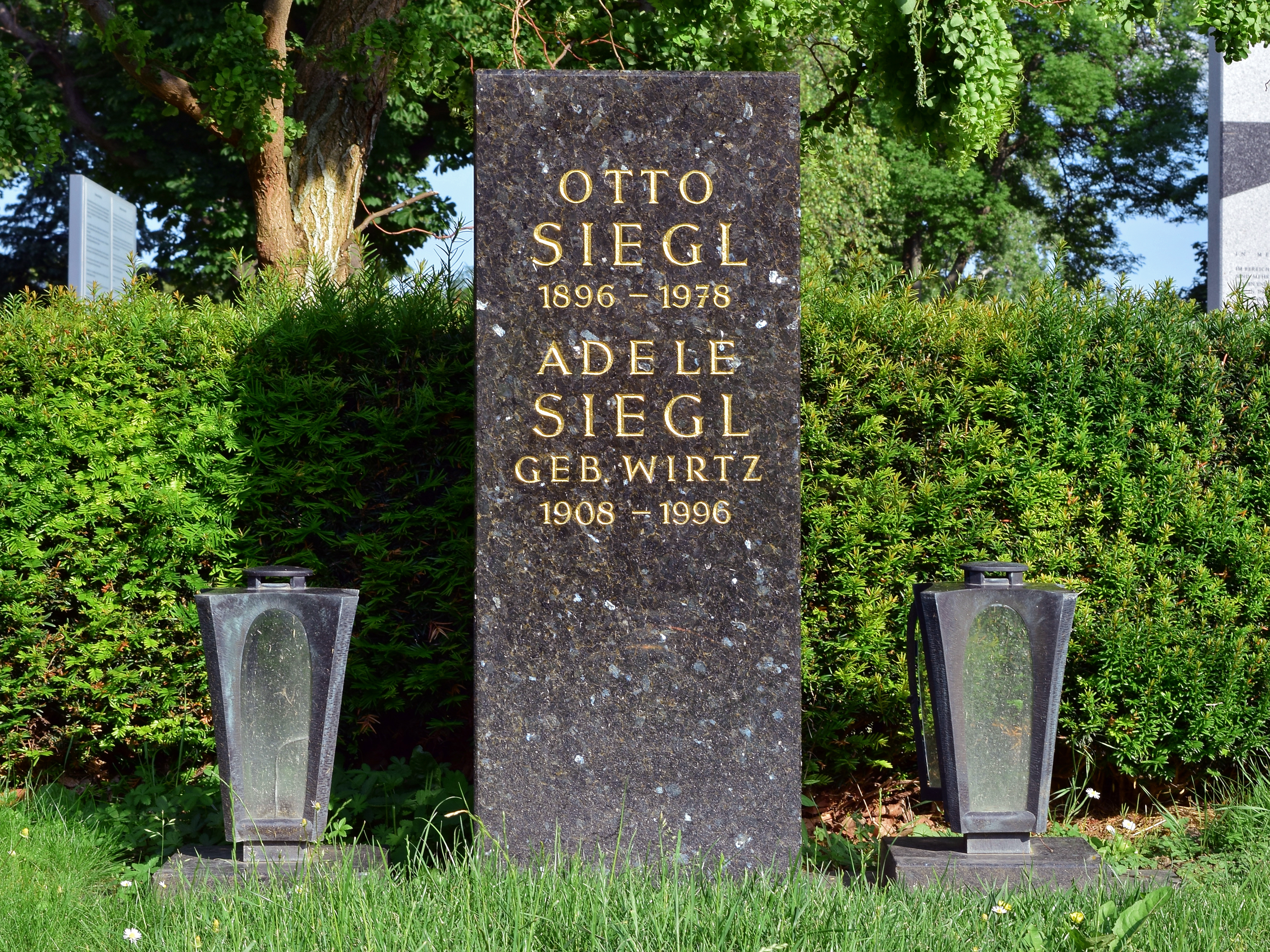
Grabstätte von Otto Siegl

Siegl schuf Orchesterwerke, Kammermusik, Kantaten, Klavierwerke, Orgelwerke, Chorwerke und Lieder, insgesamt 154 Werke mit Opuszahlen und zahlreiche weitere Werke ohne Opuszahl.
- op.140 Symphonie „Omar Chaijam“ für Bariton und Orchester, 1946
- 2 Streichtrios, op.44 und op.130 in B-dur
- 2 Sonaten für Bratsche und Klavier, op. 41 und op.103 in Es-dur.
- 5 Streichquartette, Zweites Streichquartett in einem Satz op. 35
- Der Kreuzweg, für Streichsextett (1943)
- Konzert für Violoncello und Orchester (1965)

## Auszeichnungen
- 1956: Großer Österreichischer Staatspreis für Musik[11]
- 1967: Preis der Stadt Wien für Musik[12]